# P/2012 T1 (PANSTARRS)
P/2012 T1 (PANSTARRS) — одна з короткоперіодичних комет типу комети Енке. Ця комета була відкрита 6 жовтня 2012 року. На час відкриття мала видиму зоряну величину 20,7m .